# Malawi (royaume du Commonwealth)
Pour les articles homonymes, voir Malawi (homonymie).
6 juillet 1964 – 6 juillet 1966
Entités précédentes :
- Nyassaland

Entités suivantes :
- République du Malawi

Entre son indépendance en 1964 et sa transformation en république en 1966, le Malawi est un royaume du Commonwealth, un État souverain indépendant en union personnelle avec le Royaume-Uni et d'autres États dirigés par Élisabeth II. Pendant cette période, Élisabeth II est reine du Malawi et Hastings Kamuzu Banda est Premier ministre du pays.

## Histoire
La domination britannique prend fin en 1964 lorsque la loi sur l'indépendance du Malawi transforme le Nyassaland, qui faisait partie de la Fédération de Rhodésie et du Nyassaland, en un État souverain indépendant. Le monarque britannique reste le chef d'État, et le Malawi partage sa souveraine, la reine Élisabeth II, avec les autres royaumes du Commonwealth. Le rôle du monarque est principalement exercé par le gouverneur général, Sir Glyn Smallwood Jones.
La reine Élisabeth II n'a pas visité le Malawi dans les années 1960, mais elle s'y est rendue du 22 au 25 juillet 1979.
Hastings Kamuzu Banda occupe le poste de Premier ministre (et chef du gouvernement). Après l'abolition de la monarchie, la république du Malawi voit le jour le 6 juillet 1966 et Banda devient le premier président du Malawi.